# Israel ved sommer-OL 2024
Israel deltog i sommer-OL 2024 i Paris, Frankrig i perioden 26. juli til 11. august 2024.
Atleter for Israel vandt i alt syv medaljer.

## Medaljer
| 2024 Paris | Guld | Sølv | Bronze | Total |
| Israel     | 1    | 5    | 1      | 7     |

### Medaljevinderne
| Polen ved sommer-OL 2024 i Paris | Polen ved sommer-OL 2024 i Paris                                      | Polen ved sommer-OL 2024 i Paris | Polen ved sommer-OL 2024 i Paris    | Polen ved sommer-OL 2024 i Paris |
| Medalje                          | Navn                                                                  | Sport                            | Event                               | Dato                             |
| -------------------------------- | --------------------------------------------------------------------- | -------------------------------- | ----------------------------------- | -------------------------------- |
| Guld                             | Tom Reuveny                                                           | Sejlsport                        | iQFoil mænd                         | 3. august 2024                   |
| Sølv                             | Inbar Lanir                                                           | Judo                             | 78 kg kvinner                       | 1. august 2024                   |
| Sølv                             | Raz Hershko                                                           | Judo                             | +78 kg kvinner                      | 2. august 2024                   |
| Sølv                             | Sharon Kantor                                                         | Sejlsport                        | IQFoil kvinner                      | 3. august 2024                   |
| Sølv                             | Artem Dolgopyat                                                       | Gymnastik                        | Frittstående menn                   | 3. august 2024                   |
| Sølv                             | Ofir Shaham Diana Svertsov Adar Friedmann Romi Paritzki Shani Bakanov | Rytmisk gymnastik                | Mangekamp holdkonkurrence for damer | 10. august 2024                  |
| Bronze                           | Peter Paltchik                                                        | Judo                             | 100 kg menn                         | 1. august 2024                   |